# ماورو أليغري
ماورو أليغري (بالإنجليزية: Mauro Alegre)‏ (8 يناير 1988 في الأرجنتين – )؛ هو لاعب كرة قدم أرجنتيني يلعب في الوسط الهجومي.